# Samantha Mills
Pour les articles homonymes, voir Mills.
Samantha Mills, née le 23 mars 1992, est une plongeuse australienne.

## Carrière
Elle est médaillée d'or du tremplin à 1 mètre et médaillée d'argent du tremplin à 3 mètres synchronisé avec Esther Qin à l'Universiade d'été de 2013.  
Elle remporte lors des Mondiaux de 2015 la médaille de bronze au tremplin synchronisé de 3 mètres avec Esther Qin. 
Elle met un terme à sa carrière sportive en novembre 2016